# Iglesia de San Nicolás el Real (Guadalajara)
La iglesia de San Nicolás el Real es un templo católico del siglo XVII de estilo barroco situado en el centro de Guadalajara (España).

## Historia
Antiguamente la parroquia de San Nicolás el Real tuvo su sede en otro templo también dedicado a San Nicolás, de estilo mudéjar, situado en el solar que hoy ocupa el edificio del Banco de España.
La actual iglesia de San Nicolás el Real fue en sus orígenes la del convento de la Santísima Trinidad de la Compañía de Jesús, fundado en 1619 por la familia de los Lasarte. La iglesia comenzó a levantarse a partir del año 1647 y las obras concluyeron en 1691. El convento se alojó en el antiguo palacio de los Condes de Coruña, casona fundada a mediados del siglo XVI.
Después de la expulsión de los jesuitas en 1767, la titularidad y culto de la antigua parroquia fue trasladada a la iglesia del convento de la Trinidad. La iglesia tomó el nombre de San Nicolás el Real.

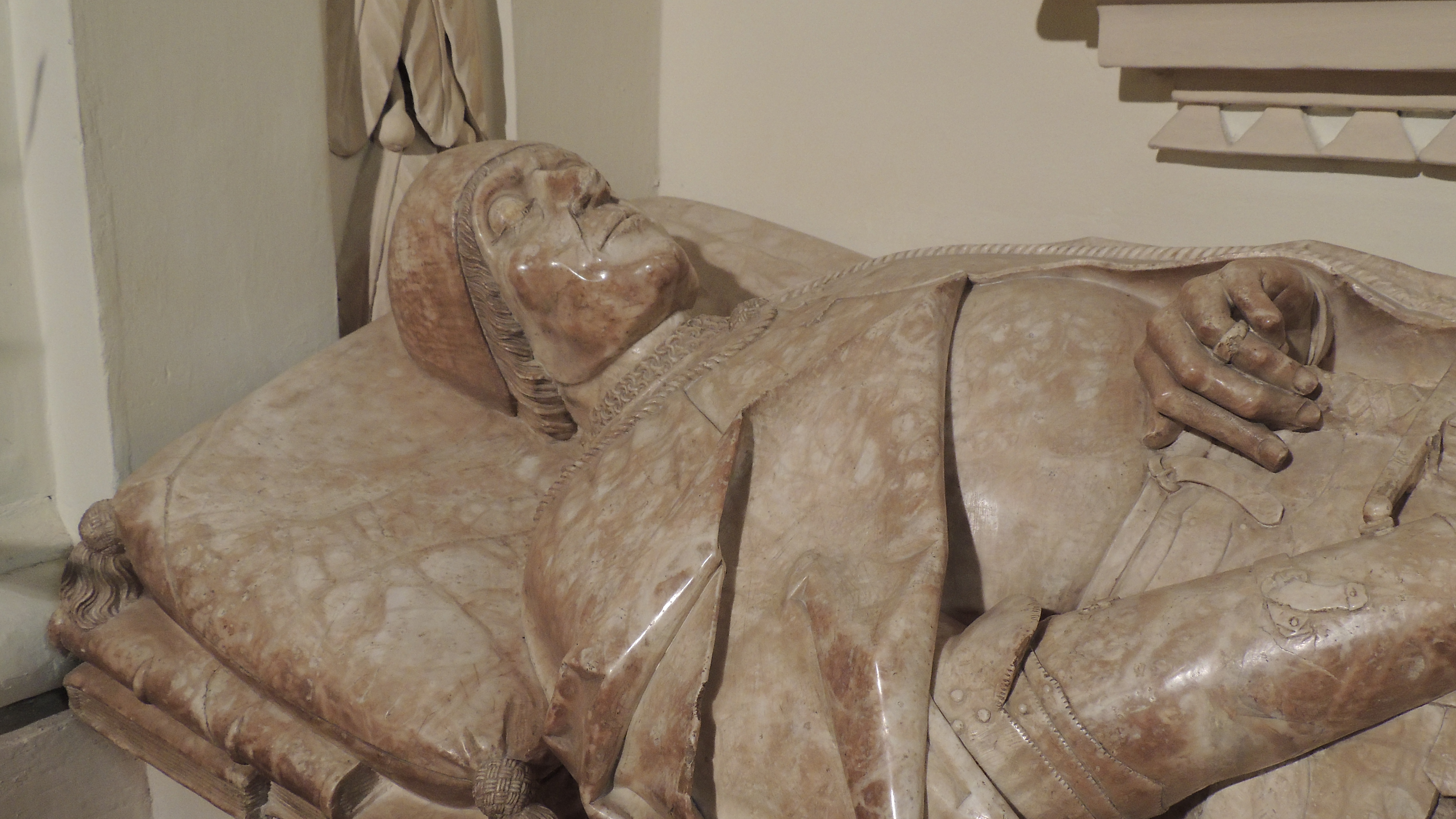
Sepulcro de Rodrigo de Campuzano

Al templo actual fueron a parar, ya en el siglo XIX, las distintas imágenes y ornamentos de orfebrería de la antigua iglesia de San Nicolás. De todo lo trasladado habría que destacar, sobre todo, la estatua yacente del Comendador de la Orden de Santiago Rodrigo de Campuzano, fallecido en 1488, que se encuentra, actualmente, en la segunda capilla de la nave derecha de la actual iglesia.
A mediados de los años 1940 la iglesia de San Nicolás el Real era el centro neurálgico de la vida religiosa y social de la ciudad de Guadalajara, debido a la gran proliferación de celebraciones litúrgicas, actos religiosos y conferencias.

## Descripción

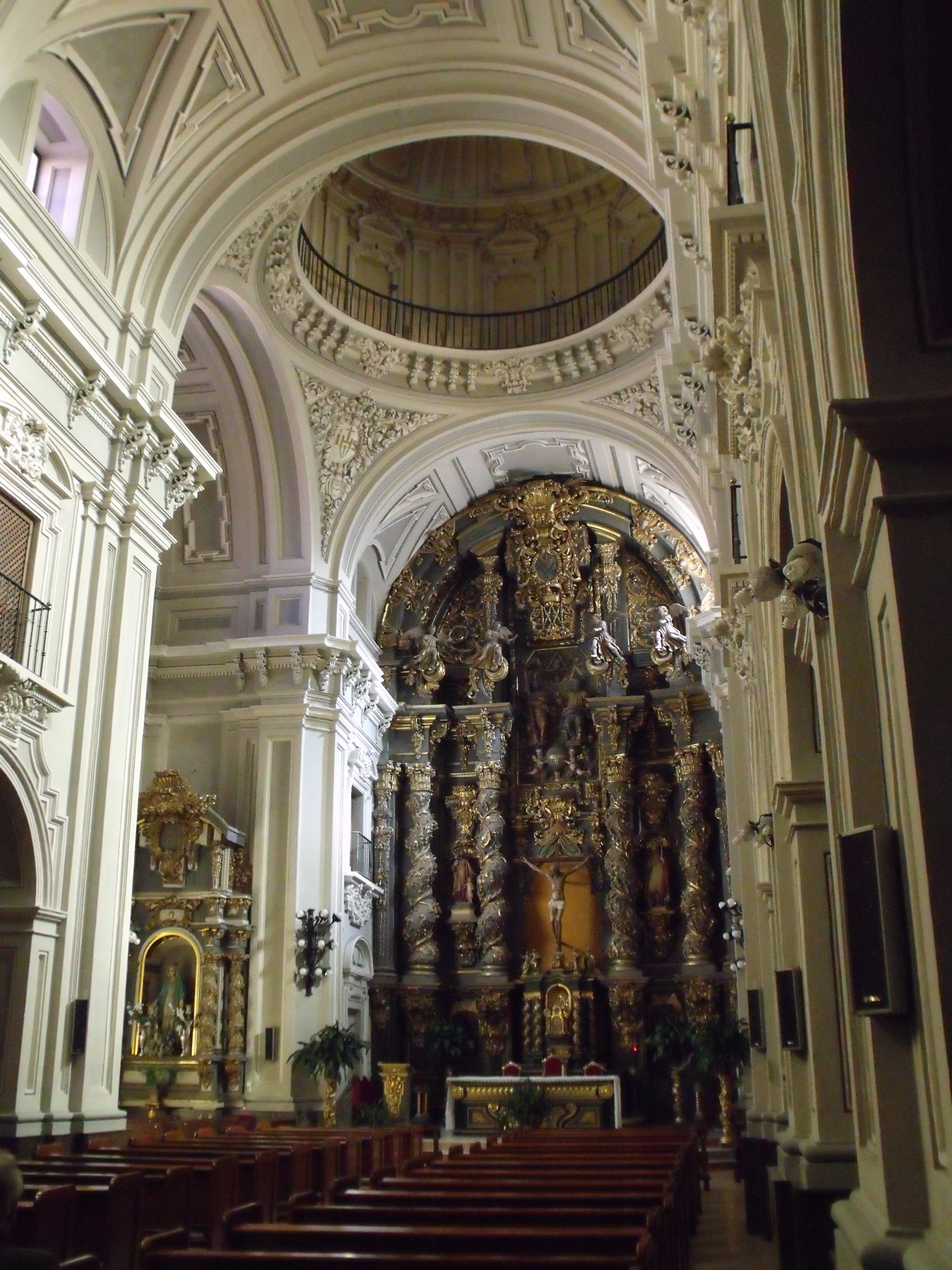
Interior de la iglesia y retablo

La actual iglesia de San Nicolás se trata de un edificio de fábrica de ladrillo sobre zócalo de piedra sillar, rematado con motivos geométricos. La portada barroca se recorta sobre el ladrillo en piedra caliza de Tamajón, y se abre con arco de medio punto moldurado, apoyado en jambas cajeadas. Franquean la entrada dos columnas sobre pedestal, de fuste liso y capitel corintio. Sobre ellas se apoya el frontón partido cuyos extremos sirven para sujetar dos ángeles arrodillados, con tema central de la Trinidad, primitiva advocación del templo, que se eleva a través de la abertura del frontón. Otro frontón más pequeño cubre la anterior adaptando su base a la forma circular de un fondo que aparece sobre el relieve. Remata el conjunto una hornacina con la imagen de la Fe.
El interior es de un claro estilo jesuita, de planta de cruz latina, de única nave pero con grandes capillas laterales intercomunicadas a las que se tiene acceso por arcos de medio punto. Sobre el amplio crucero una gran cúpula hemisférica con balconada y rematada en una linterna. La nave va cubierta con una bóveda de medio cañón.
El espacio de la capilla mayor está ocupado por un enorme retablo barroco con grandes columnas salomónicas y de exuberante decoración y contiene, al igual que la portada, un relieve de la Trinidad.